# Нова Іванівка (Лозівський район)
Нова́ Іва́нівка — село в Україні, у Лозівській міській громаді Лозівського району Харківської області. Населення становить 720 осіб. До 2020 орган місцевого самоврядування — Новоіванівська сільська рада.
Сільській раді були підпорядковані населені пункти Мальцівське, Нестеліївка, Страсне.

## Географія
Село Нова Іванівка знаходиться біля витоків пересихаючої річки Мала Тернівка, нижче за течією на відстані 5 км розташоване село Олексіївка. На річці кілька загат. На відстані 4 км знаходиться місто Лозова. Поруч проходить автомобільна дорога Т 2107.

## Історія
Село виникло наприкінці вісімнадцятого століття.
Станом на 1886 рік у селі, центрі Ново-Іванівської волості Павлоградського повіту Катеринославської губернії, мешкало 229 осіб, налічувалось 54 дворових господарства, існували православна Церква, школа, лавка, відбувалось 4 ярмарки на рік.
У міжвоєнний час населення постраждало внаслідок розкуркулення та Голодомору.
За часів Другої світової війни відступаючі німецькі війська спалили село. У повоєнний час воно було повністю відбудоване. Вчителеві Новоіванівської школи В. Яремчуку було присвоєне звання Героя Радянського союзу.
За радянських часів у селі був колгосп "Дружба" (4300 гектарів земельних угідь), що спеціалізувався на зерно-молочному напрямкові господарства.
12 червня 2020 року, відповідно до Розпорядження Кабінету Міністрів України  № 725-р «Про визначення адміністративних центрів та затвердження територій територіальних громад Харківської області», увійшло до складу Лозівської міської громади.
17 липня 2020 року, в результаті адміністративно-територіальної реформи та ліквідації колишнього Лозівського району (1923—2020), увійшло до складу новоутвореного Лозівського району Харківської області.

## Населення

### Мова
Розподіл населення за рідною мовою за даними :
| Мова       | Кількість | Відсоток |
| ---------- | --------- | -------- |
| українська | 649       | 90.14%   |
| російська  | 70        | 9.72%    |
| білоруська | 1         | 0.14%    |
| Усього     | 720       | 100%     |

## Економіка
- Птахо-товарна ферма.
- Лозівський АГРОПРОМТЕХСЕРВІС, ТОВ.
- «СВ-АГРО», ТОВ.
- Колективне сільськогосподарське підприємство «ДРУЖБА».
- ТОВ «Лозівський спецстрой».
- ТОВ «Лозівська міжгосподарська спеціалізована пересувна механізована колона № 5».

## Об'єкти соціальної сфери
В селі є дев'ятирічна і дві початкові школи, клуб та бібліотека.